# Mallu Magalhães (álbum de 2009)
Mallu Magalhães é o segundo álbum de estúdio da cantora e compositora brasileira, Mallu Magalhães, o álbum recebeu vários elogios da critica especializada e traz treze faixas das mais diversas, desde o Reggae ("Shine Yellow") até o Blues ("Nem Fé, Nem Santo"), esse álbum foi também eleito um dos melhores de 2009 pela revista Rolling Stones e a canção "Bee on the grass" foi eleita também pela revista Rolling Stones como uma das melhores canções de 2009.

## Faixas
1. "My Home Is My Man"
2. "Nem Fé, Nem Santo"
3. "Shine Yellow"
4. "Versinho de Número um"
5. "Make It Easy"
6. "Compromisso"
7. "Te Acho Tão Bonito"
8. "Ricardo"
9. "Bee On The Grass"
10. "Soul Mate"
11. "You Ain’t Gonna Loose Me"
12. "É Você Que Tem"
13. "O Herói, O Marginal"